# Valentina Thielová
Valentina Thielová, gebürtig Valentina Strachovová (* 12. März 1933 in Prag, Tschechoslowakei; † 15. Oktober 2022 in Prag) war eine tschechische Schauspielerin und Fotomodell.

## Leben
Nachdem Thielová als Fotomodell gearbeitet hatte, wurde sie 1957 für den Film entdeckt. Hier verkörperte sie in der Folge zahlreiche Filmrollen und wurde häufig in Gegenwartsfilmen besetzt. Die Künstlerin spielte auch in ostdeutschen Filmproduktionen mit, wie 1962/63 in Günter Reisch' DEFA-Filmmusical Der Dieb von San Marengo. Zehn Jahre später spielte sie neben Otto Mellies in der dreiteiligen Fernsehproduktion der DEFA Spätsaison mit, wo sie in der Hauptrolle der Hanna Steinbach unter der Regie von Edgar Kaufmann glänzen konnte.

## Filmografie (Auswahl)
- 1957: Florenc 13,30 Uhr
- 1958: Der Haupttreffer (Hlavní výhra)
- 1959: Menschen und Felsen (Skaly a ludia)
- 1961: Vater gesucht (Hledá se táta)
- 1963: Der Boxer und der Tod (Boxer a smrť)
- 1963: Der Dieb von San Marengo
- 1964: Die Hofnarrenchronik (Bláznova kronika)
- 1964: Erzählungen über Kinder (Povídky o dětech)
- 1974: Saison
- 1992: Sie zerriss Veilchen mit Dynamit (Trhala fialky dynamitem)
- 2010: Bastarde 1
- 2011: Bastarde 2
- 2012: Bastarde 3
- 2012: Russische Roulette